# Ryan Townsend
Ryan Townsend (* 2. September 1985 in Manchester) ist ein ehemaliger australischer Fußballspieler.

## Karriere
Townsend wurde 1985 im englischen Manchester als Sohn des früheren Profifußballers George Townsend geboren, verbrachte seine Jugend aber im australischen Perth und spielte dort für Kingsley Olympic, Sorrento FC und ECU Joondalup. 2002 wechselte er nach einem Angebot des englischen Klubs FC Burnley für ein dreijähriges apprenticeship (dt. Lehre) in dessen Jugendakademie. In der Saison 2003/04 gab er sein Profidebüt für die Clarets, als er in einem Auswärtsspiel am 13. März 2004 bei Coventry City für Dean West eingewechselt wurde. Weitere Einsätze im Profiteam verhinderte unter anderem eine Schienbeinverletzung, die ihn zwischen September 2004 und Februar 2005 vom Spielbetrieb fernhielt. Eine Weiterverpflichtung über das Jahr 2005 hinaus scheiterte an den FIFA-Regularien, die für den Fall eines Profivertrags eine Ausbildungsentschädigung für seine drei vorherigen Jugendvereine in Höhe von etwa 100.000 A$ vorsahen, eine Summe die Burnley nicht bereit war zu zahlen und die auch weitere englische Profiteams von einer Verpflichtung Townsends abhielt.
Nach seiner Teilnahme bei der Junioren-Weltmeisterschaft 2005 in den Niederlanden, bei der er im letzten Gruppenspiel für Aaron Downes in die Mannschaft rückte und beim 1:1 gegen Japan den australischen Treffer erzielte, kehrte er nach Australien zurück und trainierte in der Folge beim A-League-Team Perth Glory. Zum Saisonende hin erhielt der Innenverteidiger bei Glory einen Kurzzeitvertrag und kam zu zwei Einsätzen, bevor er sich in der Saisonpause bei Wanneroo City fit hielt. In diesen Zeitraum fielen auch mehrere Einladungen zu Lehrgängen der australischen Olympiaauswahl (U-23). Zur Saison 2006/07 unterzeichnete er bei Perth einen Ein-Jahres-Vertrag, kam aber bis Ende Dezember nur zu einem Kurzeinsatz und löste seinen Vertrag auf, nachdem er bereits zuvor für ein mehrwöchiges Probetraining freigestellt war. Er überzeugte dabei beim indonesischen Erstligisten Persiba Balikpapan, für den auch sein Landsmann Robert Gaspar spielte, und verbrachte die Saison 2007 in der Indonesia Super League.
2008 kehrte er nach Australien zurück und setzte seine Laufbahn bei Mandurah City in der Western Australia State League (WASL) fort. 2009 belegte er hinter David Micevski, einem weiteren ehemaligen Spieler von Perth Glory, den zweiten Rang in der Wahl zum WASL-Spieler des Jahres. Nachdem der mittlerweile zum Mannschaftskapitän aufgestiegene Townsend eine verletzungsgeprägte Saison 2012 hatte, gehört er seit 2013 nicht mehr zum Aufgebot.